# Arsène Tirion
Arsène Tirion est un homme politique français né le 15 avril 1787 à Laon (Aisne) et décédé le 7 août 1854 à Dole (Jura).
Arsène Joseph Geneviève Tirion est le fils de Christophe Louis Tirion, alors receveur des domaines du roi à Laon, et de Marie Josephe Clotilde Rossignol.
Inspecteur de l'enregistrement et des domaines, il est député du Jura de 1834 à 1837, siégeant au centre et soutenant les ministères.
Il est fait chevalier de la Légion d'honneur en 1837.

## Sources
- Archives nationales, base Leonore, LH/2608/55, dossier de légion d'honneur d'Arsène Joseph Geneviève Tirion (avec extrait de baptême). Numérisé.